# Kenji Komata
Kenji Komata (født 15. juli 1964) er en tidligere japansk fodboldspiller.
Han har spillet for flere forskellige klubber i sin karriere, herunder Júbilo Iwata og Albirex Niigata.